# 地蔵院 (京都市北区)
地蔵院（じぞういん）は、京都市北区大将軍川端町にある浄土宗の寺院。山号は昆陽山。本尊は五却思惟阿弥陀如来。境内にある「散り椿」で知られ、椿寺（つばきでら）の名で親しまれる。観音堂（本尊・十一面観音）は洛陽三十三所観音霊場第30番札所。

## 歴史
神亀3年（726年）、行基が聖武天皇の勅願によって摂津国の昆陽池（こやいけ）のほとりに建立したのが始まりと伝わる。
平安時代に衣笠山の南に移されたが、室町時代の明徳2年（1391年）に勃発した明徳の乱で焼失した。しかし、足利義満が金閣寺建立の余材をもって再建し、地蔵菩薩を奉安した。
天正17年（1589年）、豊臣秀吉の命によって現在地に移された。
当寺はそもそも八宗兼学の寺院であったが、寛文11年（1671年）に善曳和尚によって浄土宗寺院となり、知恩院の末寺となった。この際に本尊が善導大師作で重源上人が招来したとされる五却思惟阿弥陀如来となっている。
鍬形地蔵や木納屋の地蔵と呼ばれていた元の本尊である地蔵菩薩は地蔵堂に移されている。

## 境内
- 本堂 - 本尊の五却思惟阿弥陀如来を安置。
- 散り椿
- 観音堂 - 十一面観音立像を安置。5尺3寸の一木造で慈覚大師の作と伝えられる。脇仏に雨宝童子、春日龍神を祀る[1]。洛陽三十三所観音霊場第30番札所。
- 天野屋利兵衛（あまのやりへえ）の墓 - 忠臣蔵で有名。
- 地蔵堂 - 鍬形地蔵を安置。堂の裏側にある扉は、明治時代の廃仏毀釈によって破壊された北野天満宮の多宝塔の扉を貰い受けたもの。
- 夜半亭巴人（やはんていはじん）の墓 - 与謝蕪村の師。
- 庫裏

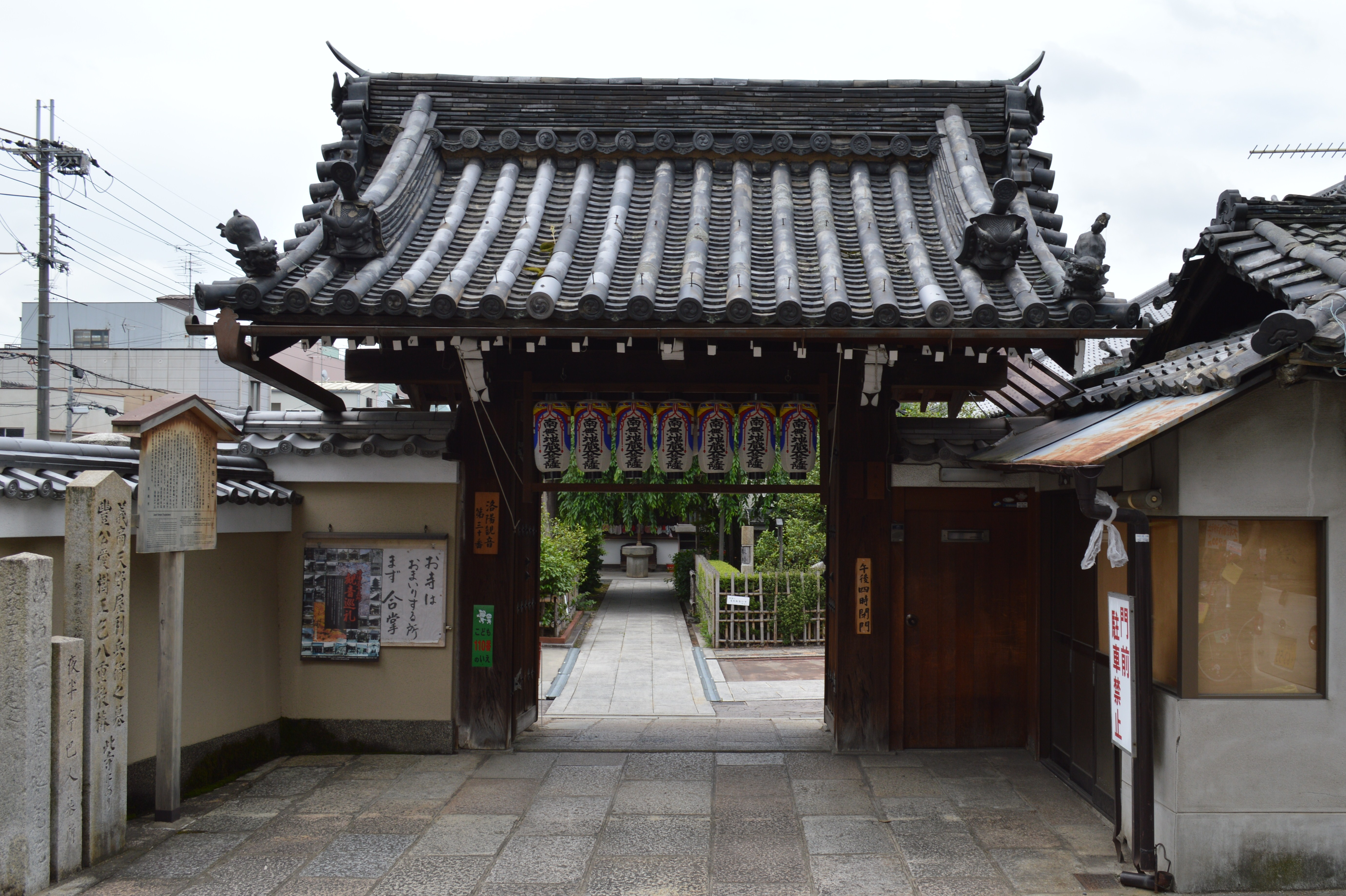
山門
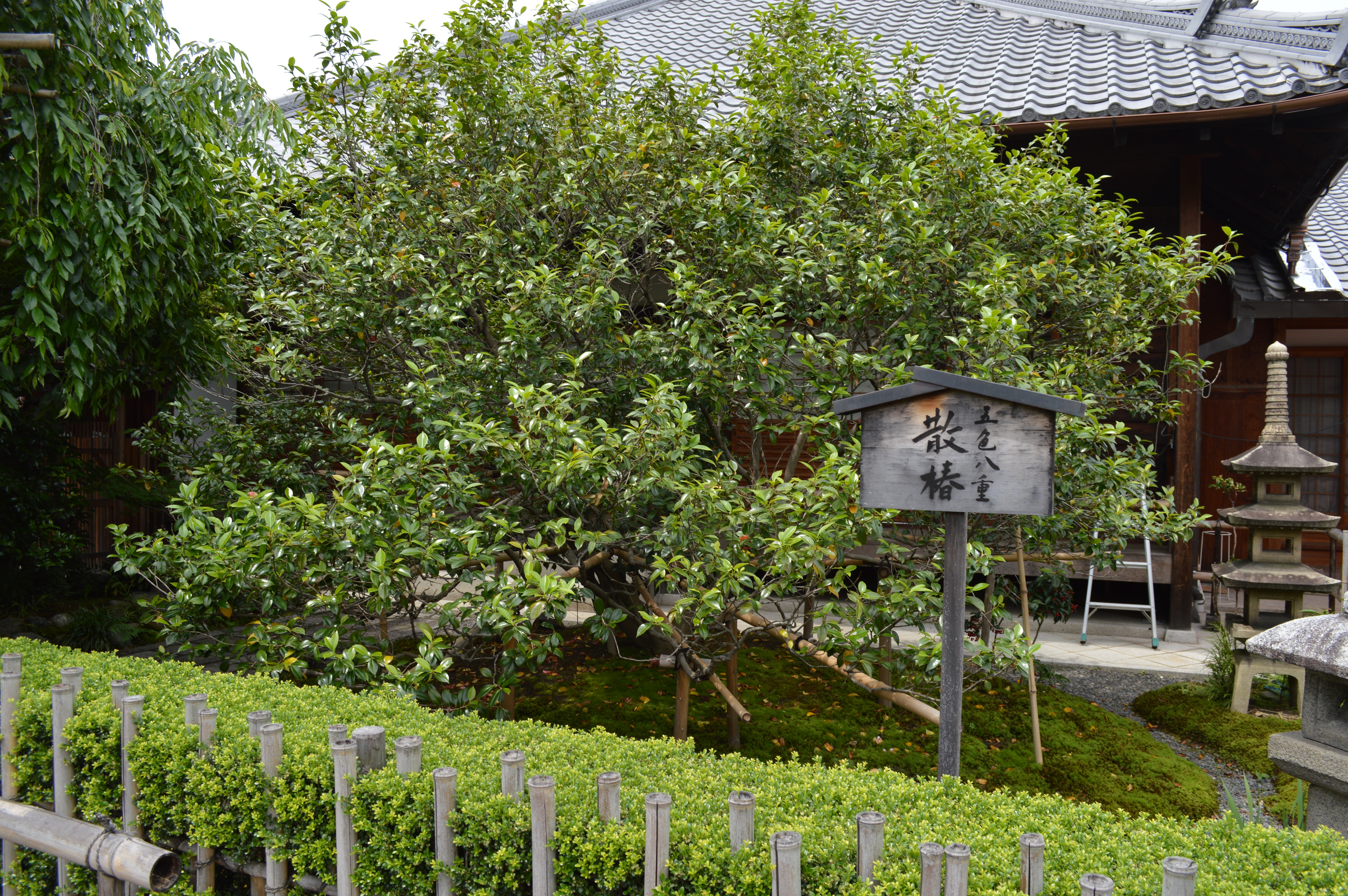
散椿（2世）
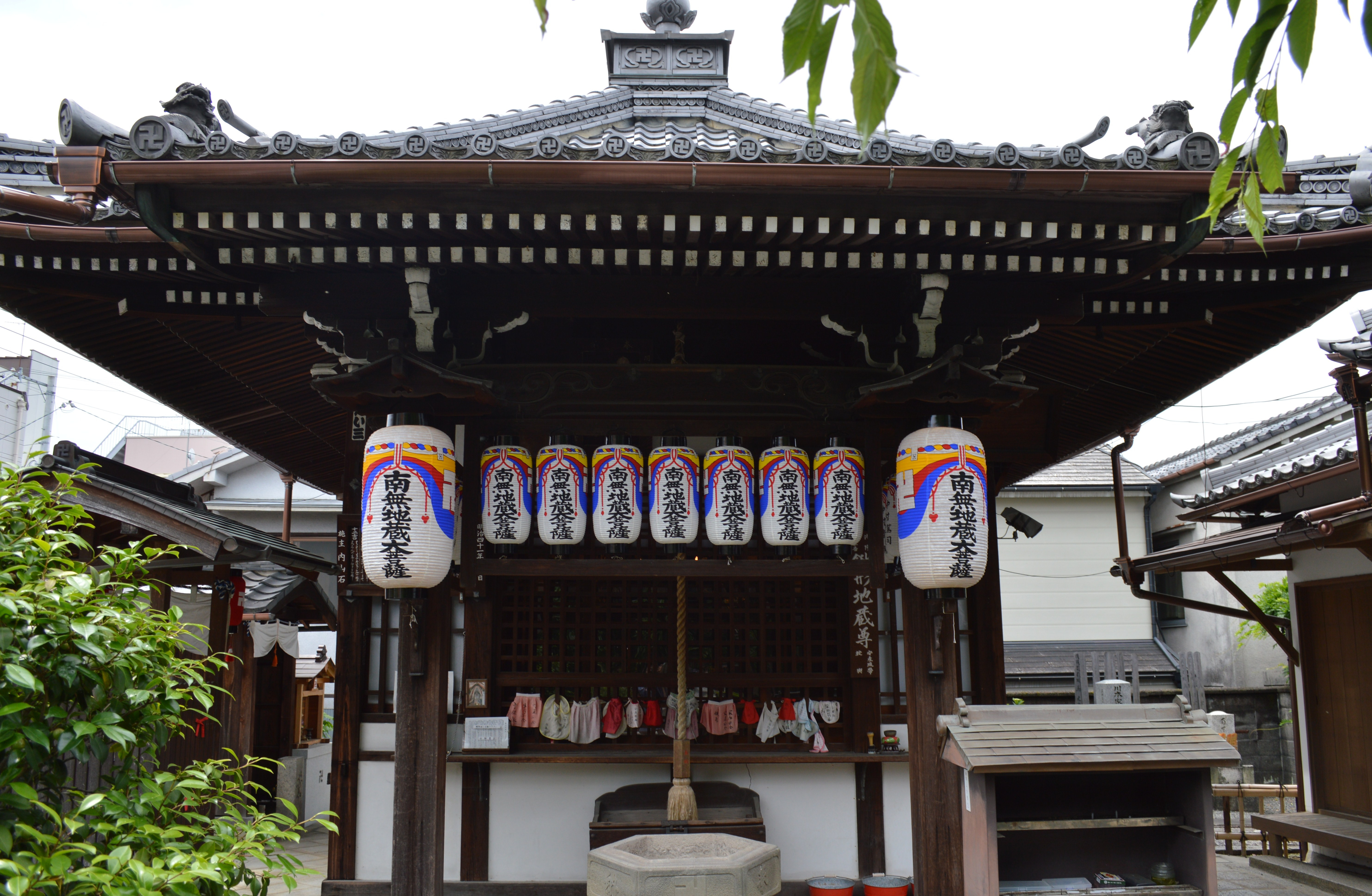
鍬形地蔵尊

- 山門
- 散椿（2世）
- 鍬形地蔵尊

## 散り椿
かつて書院の前庭には、有名な「散り椿」があり、これが椿寺という異名の由来になっている。

初代は惜しくも枯死し、現在は樹齢約120年の2世椿が花を咲かせており、京都市の天然記念物に指定されている。

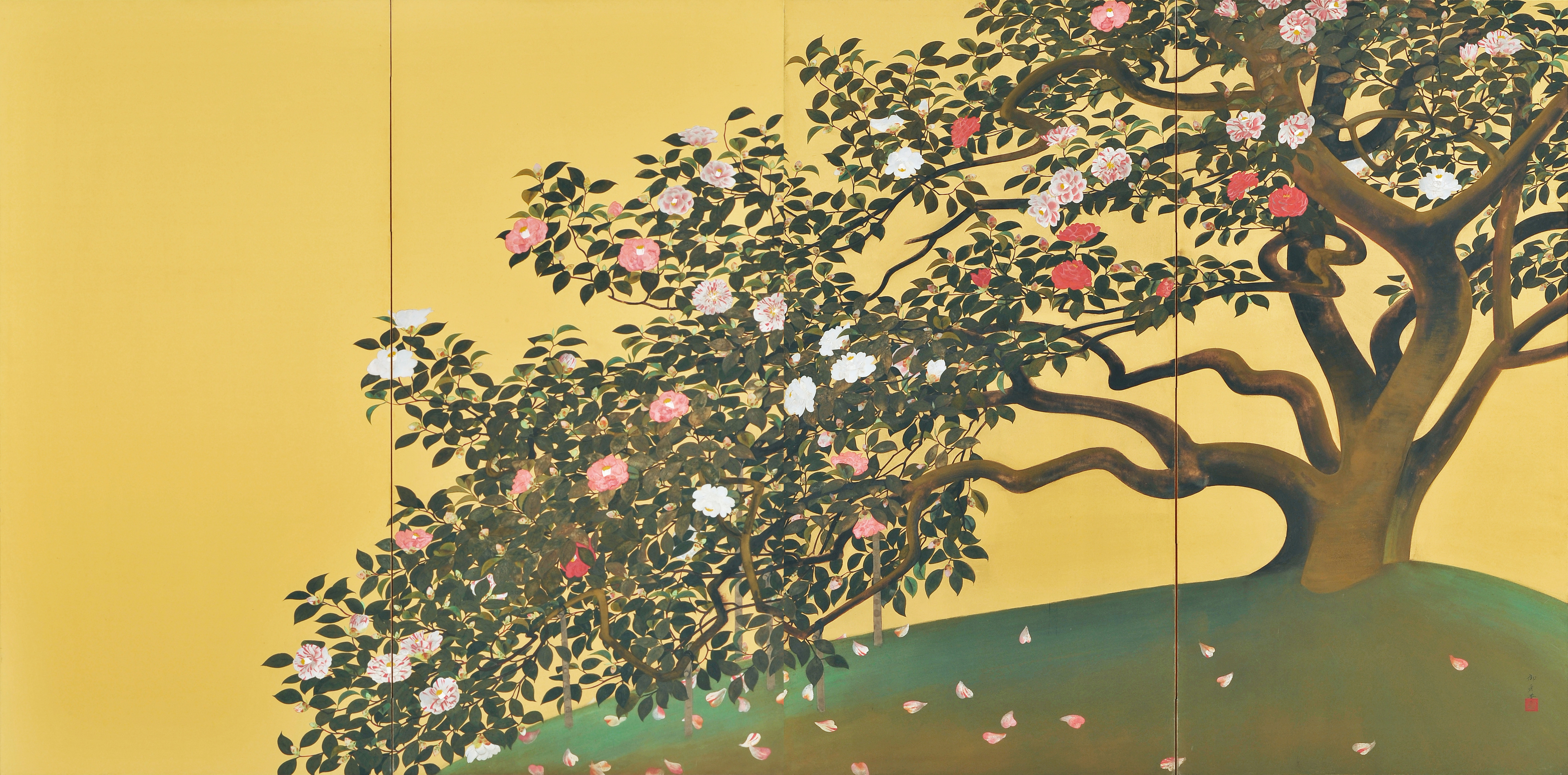
『名樹散椿』

五色八重散椿は、1本の木に濃淡様々な色合いの花が見られ、散り際も花びらが1枚ずつ散り美しいと、秀吉も愛したという名木である。また、同じく境内にある八重紅枝垂桜と同時に見頃を迎えるため、4月中旬には椿と桜の美しい共演が見られる。
速水御舟の代表作『名樹散椿（めいじゅちりつばき）』（重要文化財）は地蔵院の五色の八重散椿を描いたものである。

### 散椿の由来
文禄の役の際に加藤清正が朝鮮の蔚山城から持ち帰り
さらに北野大茶湯のときに豊臣秀吉から当寺に献木された。

このような説がメディアでも度々紹介される が、京都市歴史資料館によると「古い記録物では椿の由来に関する記述はなく、それがあるのは20世紀以降の刊行物だけでした」とのこと。
文禄の役は1592～1593年、北野大茶湯は1587年という矛盾もある。

また、このような説の初出は1909年11月出版の雑誌『風俗画報』臨時増刊「大日本名所圖會 第73号(京都名所圖會 卷6)」のようだ。

### 資料
|             | タイトル:著者/出版                                   | 内容 |
| ----------- | ---------------------------------------------------- | --- |
| 1787年      | 拾遺 都名所圖會 後玄武・右白虎 三 著:秋里籬島        | 地藏院 長名椿 當寺の中庭にいみじき椿かずかずありて、花の頃は玲瓏たる色をあらはし、実に八千代を歴べき荘子の語のおもかげなるべし                                                                                       |
| 1803年      | 本草網目啓蒙 著:小野蘭山                             | 山茶 ツバキ 別ニ一種チリツバキト呼ブ者アリ 花瓣一片ゴトニ分レ落チ尋常ノ山茶ノ形 全クシテ落チルニ異ナリ 春ニ至テ花ヲ開ク故ニ晩山茶ト名ク 秘傳花鏡及ビ洛陽花木記ニ出ツ 京師紙屋川地藏院ニアリ困テコノ寺ヲ ツバキ寺ト云 |
|             |                                                      | |
| 1898年 9月  | 豊太閤三百年祭 大茶会記 出版:豊国会茶事部            | 四月十六日 十七日 於洛北金閣寺 花 豊公遺愛椿寺椿 |
| 1903年      | 明治36年 博覧会之栞 附・近畿名勝案内 出版:神戸新聞社 | 椿寺 /p126 椿寺は豊公遺愛の散り椿と云ふ椿の大樹あるが故に名高し |
| 1909年 11月 | 大日本名所圖會 第73号 (京都名所圖會 卷6) 出版:東陽堂 | 第六章 花園/第四節 椿寺 當寺を世にあらはせる大椿は其花落ちすして散るを以て散椿といふ、文禄の役加藤清正が携持つて豊公に献す、豊公北野大茶湯の時當寺を其一莊としてこの椿を寄附す、毎月四月上旬を以て盛花の頃とす       |
| 1911年 7月  | 最新近畿遊覧案内 出版:奈仁和書房                     | 京都市/椿寺 /p64 散椿と云ふ、文禄の役加藤清正が朝鮮より携へ歸つて豊公に献せしものなりと傳ふ。 |
| 1924年      | 史蹟名勝天然紀念物 調査報告 第35号 出版:内務省       | 地藏院ノ ちりつばき /p73 境内ニ 豊公遺愛ノ散椿ト稱スル一大山茶樹アリ 子房ニハ毛ナシ 本樹ハ山茶ノ園藝的ニ變化シタルモノニシテ                                                                                         |
| 1928年      | 京都名所 出版:京都府                                 | 世に椿寺と云ふを以て廣く知らる。本堂の後庭に豊臣秀吉伏見桃山城に於て愛培せし五色の椿を移植せるを似て此名あり |
|             |                                                      | |
| 1954年      | 近畿景観 第三篇 京都散歩 著:北尾鐐之助               | 椿寺の椿 /p196 朝鮮征伐の際、加藤清正が蔚山城から持ち帰ったツバキの名木をここに植えさせたのが、この「散る椿」であったと伝えられている。                                                                              |

| 地蔵院の散椿との関係は不明だが 江戸時代初期には数品種の散椿が存在したようだ | 地蔵院の散椿との関係は不明だが 江戸時代初期には数品種の散椿が存在したようだ | 地蔵院の散椿との関係は不明だが 江戸時代初期には数品種の散椿が存在したようだ                                                              |
| --------------------------------------------------------------------------- | --------------------------------------------------------------------------- | --- |
| 1630年                                                                      | 百椿集 著:安楽庵策伝                                                        | 赤椿ノ分 八 花ノ盛 此花ハ赤尾張ノ散椿ト云ゾカシ 千葉ノ大輪ニテ タケ高ク咲ノボリ 今ゾ盛ニ見物ヤト思へバ 程ナクテ散々ニ成行 春の名残リアリ |

## 前後の札所
洛陽三十三所観音霊場
29 福勝寺　-　30 地蔵院　-　31 東向観音寺
洛陽四十八願所地蔵霊場
11 超円寺　-　12 地蔵院　-　13 清和院
通称寺の会（椿寺）